# 鳳曆 (後梁)
鳳曆（913年正月—二月）是後梁郢王朱友珪的年號，共計兩個月。吳越太祖錢鏐亦用該年號（913年正月）。
由於清代自乾隆年間起開始避諱“曆”字，清代刊印的古籍改用“𠪱”字代替。

## 改元
- 乾化三年——正月二十一日，朱友珪改元鳳曆元年。[5]二月十七日，朱友珪自盡，朱友貞即位，恢復使用乾化三年。[6][7][8]

## 紀年對照表
| 鳳曆 | 元年  |
| ---- | ----- |
| 公元 | 913年 |
| 干支 | 癸酉  |

## 同期存在的其他政權年號
- 中國
  - 天祐（909年－923年）：晉—李存勗之年號
  - 天复（901年－922年）：岐—李茂貞之年號[9]
  - 天祐（904年－919年）：吳—楊行密、楊渥之年號
  - 永平（911年－915年）：前蜀—王建之年號
  - 天祐（907年－916年）：契丹—耶律阿保機之年號
  - 同慶（912年－966年）：于闐—尉遲烏僧波之年號
  - 始元（910年－914年）：大長和—鄭仁旻之年號
- 朝鮮半島
  - 永德萬歲（911年－914年）：後高句麗—弓裔之年號
- 日本
  - 延喜（901年－922年）：平安時代—醍醐天皇之年號

## 深入閱讀
- 李崇智. . 北京: 中華書局. 2004年12月. ISBN 7101025129.
- 鄧洪波. . 臺北: 國立臺灣大學東亞經典與文化研究計劃. 2005年3月  [2022-01-03]. ISBN 9789860005189. （原始内容 (pdf)存档于2007-08-25）.